# Halina Konopacka
Halina Konopacka (Leonarda Kazimiera Konopacka-Matuszewska-Szczerbińska), född den 26 februari 1900 i Rawa Mazowiecka, död den 28 januari 1989 i Daytona Beach, Florida, var en polsk friidrottare som tävlade i diskuskastning.
Konopacka deltog vid de andra Kvinnliga Internationella Idrottsspelen 1926 i Göteborg där hon vann diskustävlingen och kom på tredje plats i kulstötning. Vid Olympiska sommarspelen 1928 i Amsterdam och den III.e damolympiaden vann hon guld i diskuskastning. Hon hade under 1920-talet och 1930-talet världsrekordet i diskuskastning. 
Efter andra världskriget flyttade hon till USA och arbetade som författare.